# Дянчи
Дянчи (на китайски: 滇池; на пинин: Diānchí) е сладководно отточно езеро в Южен Китай, в провинция Юннан с площ 298 km² и максимална дълбочина 4,4 m.
Езерото Дянчи е разположено в междупланинска котловина в пределите на Юннанската планинска земя на 1887 m н.в. Има удължена форма с дължина от север на юг 39 km и ширина до 13 km. В него от север се влива река Сибахъ, а от западната му част изтича река Падухъ (десен приток на Яндзъ), която в горното си течение носи името Хайкоухъ, а в средното – Танландзян. Развит е местният риболов и корабоплаването. Покрай северното и източното му крайбрежие са разположени южните квартали на големия град Кунмин, административен център на провинция Юннан.